# Kajsa Rinaldo Persson
Kajsa Rinaldo Persson (* 11. November 1997) ist eine schwedische Tennisspielerin.

## Karriere
Rinaldo Persson spielt hauptsächlich auf Turnieren der ITF Women’s World Tennis Tour, bei der sie bisher sechs Titel im Einzel und vier im Doppel gewinnen konnte.
Auf der WTA Tour trat sie erstmals 2013 an. Sie erhielt eine Wildcard für die Qualifikation zu den Collector Swedish Open; sie scheiterte bereits in der ersten Runde an der Ukrainerin Iryna Burjatschok. Im Jahr darauf verlor sie bei den Swedish Open wiederum mit einer Wildcard in der ersten Qualifikationsrunde gegen Laura Siegemund. In der Qualifikation zu den Collector Swedish Open 2015 scheiterte sie abermals in Runde eins.
Im Jahr 2017 spielte Rinaldo Persson erstmals für die schwedische Billie-Jean-King-Cup-Mannschaft; ihre Billie-Jean-King-Cup-Bilanz weist bislang acht Siege bei sechs Niederlagen aus.

## Turniersiege

### Einzel
| Nr. | Datum             | Turnier       | Kategorie   | Belag             | Finalgegnerin      | Ergebnis       |
| --- | ----------------- | ------------- | ----------- | ----------------- | ------------------ | -------------- |
| 1.  | 16. Mai 2015      | Båstad        | ITF $10.000 | Sand              | Valeria Prosperi   | 6:4, 7:61      |
| 2.  | 5. Juni 2022      | Iraklio       | ITF W15     | Sand              | Irina Balus        | 4:6, 6:4, 6:4  |
| 3.  | 27. November 2022 | Lousada       | ITF W15     | Hartplatz (Halle) | Celia Cerviño Ruiz | 7:5, 6:2       |
| 4.  | 5. Mai 2024       | Boca Raton    | ITF W35     | Sand              | Mayu Crossley      | 7:5, 7:68      |
| 5.  | 19. Mai 2024      | Bethany Beach | ITF W35     | Sand              | Akasha Urhobo      | 4:6, 6:3, 6:2  |
| 6.  | 11. August 2024   | Koksijde      | ITF W35     | Sand              | Jenny Lim          | 6:4, 4:6, 7:65 |

### Doppel
| Nr. | Datum              | Turnier  | Kategorie   | Belag     | Partnerin             | Finalgegnerinnen                 | Ergebnis          |
| --- | ------------------ | -------- | ----------- | --------- | --------------------- | -------------------------------- | ----------------- |
| 1.  | 12. September 2015 | Antalya  | ITF $10.000 | Hartplatz | Jacqueline Cabaj Awad | Sara Gimenez Fanny Östlund       | 6:3, 6:4          |
| 2.  | 3. Juni 2017       | Hammamet | ITF $15.000 | Sand      | Barbara Kötelesová    | Victoria Muntean Julia Wachaczyk | 7:65, 4:6, [10:7] |
| 3.  | 23. Oktober 2021   | Antalya  | ITF W15     | Sand      | Vanessa Ersöz         | Jasmijn Gimbrère Irene Lavino    | 4:6, 6:1, [10:4]  |
| 4.  | 12. August 2023    | Koksijde | ITF W25     | Sand      | Maileen Nuudi         | Eva Vedder Stéphanie Visscher    | 6:3, 2:6, [10:5]  |